# Štěpán Pácl
Štěpán Pácl (* 22. srpna 1982 Praha) je český divadelní režisér.

## Život
Vystudoval obor činoherní režie na pražské DAMU (2002–2007). Absolvoval inscenací hry Lenky Lagronové Království (získal titul MgA.). Na pražské DAMU pokračoval doktorským studiem v Ústavu scénické tvorby a teorie scénické tvorby u prof. Jaroslava Vostrého (doktorskou práci Slovo v prostoru – Scénické řešení a divácký prožitek dramatu obhájil r. 2014, v roce 2015 vyšla i knižně; získal titul Ph.D.). Vyučoval na Katedře činoherního divadla pražské DAMU a krátce také obor herectví na Janáčkově konzervatoři v Ostravě.
Ve své režijní tvorbě se věnuje inscenování textů české i světové dramatiky; současným a také klasickým, včetně méně hraných. Jeho aktivity přesahují oblast profesionální divadelní scény: Jako lektor se pravidelně účastní divadelních dílen na domácích festivalech, mj. na brněnském festivalu ProArt či na mezinárodním festivalu amatérského divadla Jiráskův Hronov.
V prvních letech své profesionální dráhy nastudoval a jako host uvedl hry na několika domácích scénách. V roce 2010 se podílel na založení divadelní společnosti Masopust, která vznikla z inscenačního týmu a hereckého souboru inscenace Topolovy hry Konec masopustu. S ní také nastudoval hru Henrika Ibsena Brand-Oheň a v Čechách do té doby nehranou hru Vytrvalý princ Pedra Calderóna de la Barcy. S touto společností se v roce 2012 také zúčastnil konkurzu na provozovatele pražského Divadla Komedie, ve kterém postoupil do finálového kola.
V roce 2013 byl jmenován režisérem a zároveň uměleckým šéfem ostravského Divadla Petra Bezruče, kde působil dvě sezóny (2013/14 a 2014/15) a s jehož souborem nastudoval celkem pět her. V září 2015 se stal režisérem Činohry Národního divadla v Praze, kam ho angažoval její umělecký ředitel Daniel Špinar. Jeho prvním režisérským počinem byla inscenace Modrý pták ve Stavovském divadle. Celkem s jeho souborem nastudoval a uvedl čtyři inscenace. V angažmá pražského Národního divadla setrval dvě sezóny (2015/2016 a 2016/2017).
V lednu 2019 se stal režisérem činohry Národního divadla v Brně, kde zahájil na podzim téhož roku uvedením Jiráskovy Lucerny. Navázal zde spolupráci s uměleckým šéfem činohry a dramaturgem Milanem Šotkem, započatou již v pražském ND.

## Režijní činnost
Studentské práce (v divadle DISK 2003–2005):
- William Shakespeare: Jak se vám líbí
- Ingmar Villqist: Bez kyslíku
- KaBBaret: Pokusy o Brechta

### Profesionální činnost
2006
- Radmila Adamová: Holky Elky (NDM Ostrava, zkušebna Divadla Antonína Dvořáka; premiéra 28. 10. 2006)
- Lenka Lagronová: Království (absolventská inscenace, Divadlo DISK, premiéra 7. 4. 2006)

2007
- Martin McDonagh: Osiřelý západ (Západočeské divadlo Cheb, 2007)

2008
- Magdalena Frydrychová: Dorotka (Švandovo divadlo v Praze; premiéra 1.3.2008; inscenace pozvána na mezinárodní festival Bez hranic do Českého Těšína, na festival Čekání na Václava do Hradce Králové a na festival Křižovatky do Olomouce).
- Každodennosti (autorský projekt, premiéra 17.10.2008; uváděno v divadle Alfréd ve Dvoře, dále v rámci pražského alternativního festivalu Malá inventura 2009 a v témže roce i na mezinárodním festivalu Divadlo evropských regionů v Hradci Králové)
- v tomto roce též působil jako asistent režie při zkoušení hry Václava Havla Odcházení v divadle Archa (režie David Radok, premiéra v květnu 2008).
- Josef Topol: Konec Masopustu (pohostinsky v divadle DISK, spolu s dramaturgyní Terezou Marečkovou, premiéra 6.11.2008)

2009
- Astrid Saalbachová: Transit (Divadlo na Vinohradech, premiéra 16.1.2009)
- Tracy Letts: Zabiják Joe (Středočeské divadlo Kladno, premiéra 16.5.2009)
- Ingrid Lausundová: Benefice aneb Zachraňte svého Afričana (Komorní divadlo Fidlovačka, premiéra 9.10.2009)

2010
- Josef Kajetán Tyl: Krvavé křtiny aneb Drahomíra a její synové (Národní divadlo moravskoslezské, premiéra 30.1.2010)
- Veronika Kotlíková, Tereza Ondrová: Emigrantes (soubor VerTedance; premiéra 7., 8. 1. 2010, Divadlo Archa)
- Henrik Ibsen: Brand-Oheň (Prostor Preslova 9, později v Divadle Celetné, premiéra 6. 6. 2010)

2011
- František Hrubín: Křišťálová noc (Švandovo divadlo, premiéra 21.5.2011)
- Molière: Tartuffe (Divadlo na Vinohradech, premiéra 6.10.2011)
- Oliver Bukowski: Hosté (divadlo DISK, se souborem studentů absolventského ročníku činoherního herectví DAMU, premiéra 2.12.2011)

2012
- Anton Pavlovič Čechov: Ivanov (Národní divadlo moravskoslezské v Ostravě)
- Pedro Calderón de la Barca: Vytrvalý princ/El Príncipe Constante (premiéra 15.9.2012; s divadelní společností Masopust, Divadlo v Celetné – pohostinsky, dále Divadlo Na zábradlí – Eliadova knihovna)

2013
- František Langer: Periferie (Moravské divadlo Olomouc)
- Lenka Lagronová: Z prachu hvězd (Národní divadlo v Praze – divadlo Kolowrat)
- Lenka Lagronová: Čupakabra (divadelní společnost Masopust, Divadlo Na zábradlí – Eliadova knihovna)
- Václav Havel: Audience (Divadlo Petra Bezruče, Ostrava; premiéra 16. listopadu 2013)
- Anton Pavlovič Čechov: Strýček Váňa (Divadlo Petra Bezruče, Ostrava; premiéra 13. prosince 2013)
- Ivan Martin Jirous: Magor v Betlémě (divadelní společnost Masopust, Nová scéna ND v Praze, premiéra 7. 12. 2013)

2014
- Molière: Scapinova šibalství (Divadlo Petra Bezruče, Ostrava; premiéra 16. května 2014)
- Samuel Beckett: Čekání na Godota (Divadlo Petra Bezruče, Ostrava; premiéra 31. října 2014); inscenováno i na výjezdech v pražském Divadle v Celetné
- Paul Claudel: Zvěstování Panny Marie (Divadlo Na zábradlí; divadelní společnost Masopust; premiéra 21.12. 2014)
- David Jařab: Za vodou (Dokud nás smrt...,Národní divadlo moravskoslezské ,Divadlo Antonína Dvořáka, premiéra 27.3.2014)

2015
- Ödön von Horváth: Kazimír a Karolína (Divadlo Petra Bezruče, Ostrava; premiéra 6. března 2015)
- Maurice Maeterlinck: Modrý pták (Národní divadlo v Praze, Stavovské divadlo; premiéra 19. 11. 2015)

2016
- Lenka Lagronová: Jako břitva (Němcová), (Národní divadlo v Praze, Stavovské divadlo; premiéra 31. 3. 2016)

2017
- Finegan Kruckermeyer: Na moři, zírám nahoru (Národní divadlo v Praze, Nová scéna, premiéra 9. března 2017)
- Václav Kliment Klicpera, Milan Šotek: Mlynářova opička (Národní divadlo v Praze, Stavovské divadlo, premiéra 25. května 2017)
- Žasnout a mlčet, pocta V. Mikešovi (inscenace večera členů hereckého souboru ND v Praze věnovaného Vladimíru Mikešovi, konalo se k 90. narozeninám tohoto překladatele, básníka a divadelního vědce, emeritního profesora a děkana DAMU, uvedeno v Ostravě v divadelním sále ve Staré aréně.

2018
- Roland Schimmelpfennig: Zlatý drak (soubor Hrobeso, Divadlo Radar, Praha 7, premiéra 14. 4. 2018)
- Josef Topol: Hodina lásky (soubor Spektákl ve studiu Švandova divadla, premiéra 5. 5. 2018)
- Ingmar Bergmann: Sarabanda (rozhlasová inscenace natočená pro ČRo Vltava ke stému výročí narození autora)
- Ingmar Bergmann: Ze života loutek (Činohra 16-20, Praha, premiéra: 18.10. 2018)
- Josef Kajetán Tyl: Krvavé křtiny aneb Drahomíra a její synové (Inscenované čtení v rámci cyklu Hrdina v českém dramatu, divadlo U Valšů, Praha, leden 2018)
- Nikolaj Vasiljevič Gogol: Revizor (Městské divadlo Mladá Boleslav; premiéra 14. 12. 2018)

2019
- David Košťák: Hladová země (Švandovo divadlo, premiéra 2. 3. 2019)
- Sofoklés: Antigona (Divadlo Josefa Kajetána Tyla, Plzeň, premiéra 4. 5. 2019)
- Eurípidés: Orestes (se souborem studentů, divadlo DISK, premiéra 13. 9. 2019)
- Alois Jirásek: Lucerna (Národní divadlo Brno - Mahenovo divadlo, premiéra 13.12.2019)

2020
- Ferenc Molnár: Liliom (Národní divadlo Brno – Mahenovo divadlo, premiéra 4.9.2020)
- Josef Topol: Stěhování duší (Národní divadlo Brno – malá scéna Mahenova divadla, premiéra 18. 9. 2020)
- Ronald Schimmelpfennig: Idomeneus (Národní divadlo Brno – Divadlo Reduta, premiéra 2. 10. 2020)

2021
- Edward Albee: Kdo se bojí Virginie Woolfové? (Národní divadlo Brno – Mahenovo divadlo, premiéra 18. 6. 2021)
- Anton Pavlovič Čechov: Racek (Národní divadlo Brno – Mahenovo divadlo, premiéra 7. 9. 2021)
- Jan Procházka: Kočár do Vídně (Národní divadlo Brno – Mahenovo divadlo, premiéra 15.10. 2021)

2022
- William Shakespeare: Večer tříkrálový (Národní divadlo Brno – Mahenovo divadlo, premiéra 28. 1. 2022)
- Karel Čapek: Matka (Národní divadlo Brno – Mahenovo divadlo, premiéra 2022)

## Ocenění
- 2008 a 2010: Cena Alfréda Radoka Talent roku
- 2008: cena „Marta“ za režii na Mezinárodním festivale Setkání/Encounter v Brně